# 細川宗孝
細川 宗孝（ほそかわ むねたか）は、江戸時代中期の大名。肥後国熊本藩5代藩主。熊本藩細川家6代当主。官位は従四位下・侍従、越中守。院号は隆徳院。

## 生涯
4代藩主・細川宣紀の四男で、6代藩主・細川重賢の兄にあたる。幼名は六丸、初名は紀逵（のりみち）または紀達（のりたつ）。また、初めは長岡姓であったが、兄たちが夭折したために嫡男となり、細川に改姓した。正室は紀州藩6代藩主・徳川宗直の娘・友姫。
享保17年（1732年）、父・宣紀の死去に伴い17歳で家督を相続、まもなく8代将軍・徳川吉宗（元・紀州藩5代藩主）より偏諱を受け、宗孝（「孝」は祖先の細川藤孝（幽斎）より1字を取ったものであろう）と改名した。当時の熊本藩は、父・宣紀の時代から洪水・飢饉・旱魃などの天災に悩まされて、出費が著しいものとなっていた。また、宗孝が藩主となった翌年には参勤交代に使用される大船・「波奈之丸」の建造費、さらには洪水・飢饉・疫病などの天災が起こり、その治世は多難を極めた。

### 江戸城で斬殺
延享4年（1747年）8月15日、月例拝賀式のため登城し、大広間脇の厠に立った際、乱心した旗本寄合席の板倉勝該に突然背後から斬りつけられ、まもなく絶命した。享年32。
これにより、細川家は窮地に陥った。32歳になったばかりの宗孝にはまだ子がおらず、養子も立てていなかったのである。殿中での刃傷にはただでさえ喧嘩両成敗の原則が適用される上、世継ぎまで欠いては細川家は改易必至だった。
この窮地を救ったのは、たまたまそこに居合わせた仙台藩主・伊達宗村である。宗村は機転を利かせ、「越中守殿にはまだ息がある、早く屋敷に運んで手当てせよ」と細川家の家臣に助言した。これを受けて家臣たちは、宗孝の遺体を城中から細川藩邸に運び込み、その間に藩主宗孝の弟・紀雄（のちの重賢）を末期養子として幕府に届け出た。そして翌日になって宗孝は介抱の甲斐なく死去と報告、細川家は事無きを得た。
墓所は京都府京都市の大徳寺高桐院。

## 刃傷の動機

### 細川の「七つ紋」

細川家の
「九曜」紋

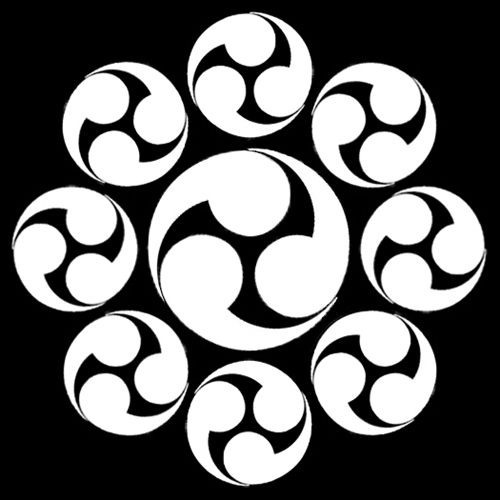
板倉家の
「九曜巴」紋

変更後の
「細川九曜」紋

伝えられるところによれば、勝該には日頃から狂疾の気があり、このときも本家筋にあたる安中藩主・板倉勝清が自らを廃するのでないかと思い込んだ勝該が、これを逆恨みして刃傷に及んだのである。ところが細川家の「九曜」紋が板倉家の「九曜巴」紋とよく似ていたことから、宗孝を勝清と勘違いしたと細川家では記される。
宗孝横死の報はたちまち江戸市中に広がり、口さがない江戸っ子はさっそくこれを川柳にして
九つの星が十五の月に消え 剣先が九曜にあたる十五日
と詠んでいる。「剣先」は「刀の先の尖った部分」を「身頃と襟と衽の交わる部分（＝剣先）」に引っ掛け、また「九曜」は細川家の「九曜」紋を「供養」に引っ掛けた戯れ歌である。
家紋の見間違いが人違いの原因となったことから、事件後、細川家では「九曜」の星を小さめに変更した（細川九曜）。さらに、通常は裃の両胸・両袖表・背中の5ヵ所に家紋をつける礼服のことを「五つ紋」というが、その「五つ紋」に両袖の裏側にも1つずつ付け加えて、後方からでも一目でわかるようにした。この細川家独特の裃は「細川の七つ紋」と呼ばれて、氏素性を明示する際にはよく引き合いに出される例えとなった。ただ意匠そのものは小さくなっただけであり、余り差別化が見られない（画像参照）。

### 遺恨による襲撃
板倉家では人違いではなく、もともと細川宗孝が標的であり「細川屋敷から排水が降雨のたびに隣の板倉邸に流れたことでの遺恨」としている。勝該は切腹したが家臣は残っていた。板倉家臣の逆恨みを回避するため、また浅野家と絶縁状態だった大恩人の伊達家に配慮し、細川綱利が「屋敷の名所として保存せよ」とした赤穂義士の遺髪を頂いて建造した墓と遺構（畳三枚、屏風、風雨除け、脇差台、供養施設など）が処分された。

## 系譜
- 父：細川宣紀（1676年 - 1732年）
- 母：際 - 鳥井氏
- 正室：友姫 - 徳川宗直の四女
- 養子
  - 男子：細川重賢（1721年 - 1785年） - 細川宣紀の五男

## 参考史料
- 家紋についてのコラム1 - ウェイバックマシン（2005年6月12日アーカイブ分） - 家紋ネット